# Julodis amoena
Julodis amoena es una especie de escarabajo del género Julodis, familia Buprestidae. Fue descrita científicamente por Péringuey en 1898.